# Наварро, Рамиро
Рами́ро Нава́рро де А́нда (исп. Ramiro Navarro De Anda, 25 мая 1943, Тепатитлан-де-Морелос, Халиско — 26 марта 2008) — мексиканский футболист, игравший на позиции нападающего. Участник чемпионата мира 1966 года в составе национальной сборной Мексики.

## Клубная карьера
Профессиональную карьеру начал в клубе «Оро» в чемпионате Мексики, где выступал в период с 1961 по 1966 год. Он дебютировал за клуб 15 октября 1961 года в матче против «Толуки» (3:3), отличившись уже через 5 минут после выхода на поле. Вместе с «Оро» стал чемпионом (1962/1963) и вице-чемпионом Мексики (1964/1965). В сезоне 1965/1966 внёс вклад в сохранение места своей команды в высшем дивизионе, отличившись дублем в последнем матче сезона против «Некаксы» (2:0).
После этого переехал в столицу, где сначала подписал контракт с «Америкой» (в сезоне 1966/1967 годов став вице-чемпионом Мексики), а потом — с «Некаксой». В 1967 году был дисквалифицирован на год за нападение на арбитра. Завершил свою карьеру в 1970 году в «Некаксе».

## Карьера в сборной
В футболке национальной сборной Мексики дебютировал 12 марта 1965 года в отборе на чемпионат мира против США (2:0), отметившись вторым голом в победном домашнем поединке на 57-й минуте. Остальные матчи провёл в апреле 1965 года на победном Чемпионате наций КОНКАКАФ против Нидерландских Антил (5:0), Гаити (3:0) и Коста-Рики (1:1). В 1966 году вошёл в заявку на чемпионат мира, где не сыграл ни одного матча.

## После футбола
Рамиро Наварро — юрист и историк, окончивший Гвадалахарский университет. После футбольной карьеры он посвятил себя преподаванию и исследованиям, работая в Техасском университете в Остине, Университете Пуэрто-Рико и Национальном автономном университете Мексики, в частности выполняя работу по теме библиографии и истории Мексики.

## Достижения
«Оро»
- Чемпион Мексики: 1962/1963
- Обладатель Кубка Мексики: 1962/1963

Сборная Мексики
- Победитель Чемпионата наций КОНКАКАФ: 1965